# Porwani zrządzeniem losu przez wody lazurowego sierpniowego morza
Porwani zrządzeniem losu przez wody lazurowego sierpniowego morza (wł. Travolti da un insolito destino nell'azzurro mare d'agosto) – włoski komediodramat z 1974 roku w reżyserii Liny Wertmüller. Wyprodukowany został przez Medusa Film.
Zdjęcia kręcono na Sardynii, w okolicy Tortolì (prowincja Nuoro). Światowa premiera filmu miała miejsce 18 grudnia 1974 roku.

## Obsada
- Giancarlo Giannini jako Gennarino Carunchio
- Mariangela Melato jako Raffaella Pavone Lanzetti
- Riccardo Salvino jako Signor Pavone Lanzetti
- Isa Danieli jako Anna
- Eros Pagni jako Pippe
- Aldo Puglisi
- Anna Melita
- Giuseppe Durini
- Lucrezia De Domizio
- Luis Suarez
- Vittorio Fanfoni
- Lorenzo Piani[1]